# Ohuri (rivière)
La rivière Ohuri (en anglais : Ohuri River) est un cours d’eau de la région du  Northland de l’Île du Nord de la Nouvelle-Zélande

## Géographie
Elle s’écoule vers le nord pour atteindre le fleuve Waima à cinq kilomètres au sud-est de la ville de Rawene.